# Jérôme Morin
Pour les articles homonymes, voir Morin.
Jérôme Morin, né en 1973 à Champigny-sur-Marne, est un écrivain, auteur et naturaliste français. 

## Biographie
Jérôme Morin est un naturaliste aux activités multiples, engagé dans la défense de l'environnement notamment dans la lutte contre la destruction de la biodiversité. Il milite également, depuis 2012, pour une plus grande liberté d'expression des fonctionnaires au sein des institutions publiques, grâce notamment à la publication de livres sur ce sujet. Il est pour cela le fonctionnaire le plus sanctionné de France[Information douteuse].
Spécialisé dans le domaine de l'ornithologie, il est l'auteur de quatre livres publiés entre 2009 et 2013, le Guide des oiseaux des villes et des jardins, le Guide des oiseaux des forêts et campagnes, le Guide des oiseaux des bords de mer et le "Guide des oiseaux de France" aux éditions Belin.
Ce dernier, préfacé par Allain Bougrain-Dubourg, est le premier guide ornithologique à intégrer la technologie du QRcode, donnant ainsi accès aux chants d'oiseaux via un smartphone.
L'ensemble de ses guides sont recommandés par la Ligue pour la protection des oiseaux.
Membre de la LPO, il intervient dans de nombreux domaines associatifs liés à la protection animale et est apparu sur de nombreux médias (TF1, Arte, Europe 1, RMC, Le Parisien, l'Internaute Magazine).
L'ensemble des revenus qu'il tire de l'édition ou de ses combats est destiné à la mise en place de projets environnementaux en collaboration avec la LPO.
En 2005, il est l'instigateur d'une campagne de dénonciation contre l'émission Koh-Lanta diffusée par TF1. Les participants, pour survivre sur l'île des Pins, en Nouvelle-Calédonie, tuaient et mangeaient une espèce d'oiseau protégée par les lois néo-calédoniennes, le Puffin fouquet. La Ligue pour la protection des oiseaux prend le relais de cette action et  dépose une plainte qui amène TF1 ainsi que la société de production Adventure Line Productions devant les tribunaux. Le jugement relaxe TF1 et condamne la société de production à verser un euro symbolique à l'association de défense des oiseaux. À la suite de cet événement, TF1 s'engage à promouvoir la protection de l'environnement dans cette émission.
Créateur et gestionnaire du site Internet Web-ornitho, il met à disposition des internautes ses photographies d'animaux ainsi que de nombreuses informations naturalistes (plans de nichoirs, de mangeoires, de refuges pour hérissons et chauve-souris).
De 2005 à 2010, il est le responsable de l'environnement et de la biodiversité de la ville de Pontault-Combault en Seine-et-Marne. C'est à la suite de cette expérience professionnelle désastreuse (harcèlement, mise au placard) qu'il prend la décision de faire paraître sous le pseudonyme de Henri Rouant-Pleuret un pamphlet de 300 pages, qui obtiendra un certain succès, Abruti de fonctionnaire aux Éditions du Panthéon, en 2011. Dans ce livre, il dénonce les problèmes de communication entre élus et employés territoriaux, critique certains collègues « fonctionnaires qui font tout pour ne pas travailler ». Il est mis à pied un an pour cet ouvrage, à la demande de Monique Delessard, maire de la ville. C'est à ce jour, la plus lourde sanction administrative de France pour rupture du devoir de réserve
. La mairie dépose également une plainte pour diffamation mais le procureur de la république a prononcé une ordonnance de non-lieu au bénéfice de l'auteur. Ordonnance contre laquelle la mairie fait appel.
L'écrivain mis à pied se retourne alors contre la mairie de Pontault-Combault et dépose un recours auprès du tribunal administratif de Melun[réf. nécessaire] pour « partialité du conseil de discipline ».
En février 2014, il publie, aux éditions l'Archipel, On ne réveille pas un fonctionnaire qui dort, une version augmentée et revue du premier ouvrage paru à compte d'auteur. Il crée également un site Internet, vitrine des partis politiques en lice pour les élections municipales de mars 2014 à Pontault-Combault. Le livre est relayé par la presse nationale. Son auteur est également invité sur de nombreux plateaux télévisés. En conséquence, la maire de Pontault-Combault convoque de nouveau Jérôme Morin devant un conseil de discipline, estimant qu'il a une nouvelle fois rompu son devoir de réserve. La sanction est sévère : un an de mise à pied supplémentaire sans salaire.
Coup de théâtre, le 21 juillet 2015 le tribunal administratif de Melun donne raison à Jérôme Morin et ordonne l'annulation de sa première mise à pied d'un an. Les juges ayant considéré que le conseil de discipline organisé par la mairie de Pontault-Combault était partial,le jugement exige la réintégration de l'employé et la récupération[pas clair] complète de sa carrière. À la suite de cette décision, la mairie décide une fois de plus de faire appel. 
En avril 2016, une autre décision de justice, celle du tribunal correctionnel de Melun, concernant la plainte pour diffamation publique déposée par la mairie malgré trois premiers non-lieux obtenus par l'écrivain, vient parachever la victoire du fonctionnaire. Les juges prononcent en effet, le 6 avril 2016, un nouveau non lieu et mettent ainsi fin à l'ensemble des procédures pénales contre l'écrivain. 
En novembre 2016, la cour administrative d'appel de Paris annule le jugement de juillet 2015 et condamne[Information douteuse] l'auteur à effectuer 6 mois de mise à pied supplémentaires sans salaire et à verser 1000€ de frais de justice à la ville de Pontault-Combault. Sa sanction lui est notifiée dès son retour au travail. Après cette décision, des internautes se mobilisent et créent une cagnotte Leetchi pour récolter les fonds nécessaires à un recours devant le conseil d'État.  
En avril 2023, il quitte la fonction publique territoriale en posant sa démission au maire actuel, Gilles Bord, qui l'accepte. Depuis, il a repris la société de dépannage informatique (SOS Informatique Pontault) créée par son père en 1990 et se consacre à temps complet à cette activité.
Jérôme Morin est à ce jour décrit dans la presse comme étant le fonctionnaire le plus lourdement sanctionné de France.